# El Escamelláu
El Escamelláu o El Escamellao es una cumbre enclavada en el Macizo Central de los Picos de Europa o macizo de los Urrieles, en la divisoria entre Cantabria y Asturias. Es la última de las cumbres de la Sierra Juan de la Cuadra, en la parte oriental del macizo de los Urrieles. La vía normal de ascenso es desde la Horcada de los Grajos (1996 m), pudiéndose llegar a ese punto desde el Valle de las Moñetas, al norte (Asturias), o desde Áliva al sur (Cantabria).
El origen del nombre está en la voz "camella", el arco a cada extremo del yugo en el que se unce a bueyes, mulas, etcétera. En asturiano, "escamellar es amaestrar a una vaca para acostumbrarla a ir uncida al lado contrario del que le es habitual", por lo que "escamellao" sería el buey amaestrado para ser uncido en cualquier camella. Otra interpretación probable es la de "descamellado", o sea, desuncido, liberado del yugo. Sea cual sea la interpretación exacta, no se conocen los motivos por los que este pico posee este apelativo.